# La terra dei cachi
La terra dei cachi è un brano musicale del gruppo italiano Elio e le Storie Tese. È stato presentato in gara al Festival di Sanremo 1996, classificandosi al secondo posto nella classifica finale e vincendo il premio della critica.
Il piazzamento al secondo posto della canzone, rimasta alla prima posizione delle classifiche temporanee del Festival fino all'ultima serata, provocò molte polemiche su presunte irregolarità del voto, confermate dalle indagini dei Carabinieri, da cui risultò che La terra dei cachi era stata la canzone più votata.
La musica fu principalmente una creazione di Rocco Tanica, ma presenta piccoli contributi anche da Elio, Cesareo e Faso. Il testo di Elio racconta la vita e le abitudini dell'Italia travolta da scandali su scandali (il pizzo, gli episodi criminali e terroristici mai puniti, la malasanità) ed i comportamenti tipici dei cittadini italiani, come la passione per il calcio e per il buon cibo (si citano due dei piatti italiani più famosi nel mondo, la pizza e gli spaghetti).
Il brano è stato la sigla della trasmissione Italia sì, Italia no (che prende il nome proprio dalle parole più ricorrenti nel testo del ritornello), andata in onda su Rai 2 dal 24 settembre al 15 ottobre 2004 con Giovanni Masotti, della trasmissione La terra dei cuochi, andata in onda su Rai 1 nel 2013 con Antonella Clerici, e della trasmissione Il grande match, andata in onda su Rai 1 nel 2016 con Flavio Insinna.

## Versioni
La canzone, nella versione studio, fu inizialmente pubblicata solamente nella compilation Supersanremo 1996, per poi essere edita sulla raccolta Del meglio del nostro meglio Vol. 1, contenente inediti e nuove versioni dei successi di Elio e le Storie Tese. Nell'album Eat the Phikis compare la versione live cantata a Sanremo durante la serata finale del festival.
Già a Sanremo il gruppo suonò una versione velocizzata e quasi integrale della canzone, in 55 secondi, per arginare l'obbligo di esibirsi in un solo minuto. Questa versione in Eat the Phikis venne chiamata Neanche un minuto di non caco (titolo che è una citazione evidente della canzone di Mogol e Lucio Battisti Neanche un minuto di 'non amore').
Ne furono pubblicati due singoli: La terra dei cachi - Prezioso remix e La terra dei cachi (The Rimini Tapes). Questi ultimi riproponevano la canzone in versioni differenti.
La terra dei cachi (The Rimini Tapes) fu arrangiata in versione liscio ed eseguita con l'Orchestra Casadei. Il singolo contiene La terra dei cachi (The Rimini Tapes), dove a cantare è in prevalenza Moreno Conficconi, una delle voci principali dell'Orchestra: quindi si trova Gli occhiali dell'amore (poi inclusa in Peerla), registrato a Bolzano durante un concerto del 1990, e Mambo Italiano, arrangiata da Casadei e interpretata dalla voce femminile al seguito dell'artista romagnolo.
La canzone venne inoltre stampata per i juke-box su 45 giri, con sul lato B il brano Non è amore della cantante Mara, della stessa casa discografica del gruppo, prodotta da Cesareo.

## Tracce

### La terra dei cachi - The Rimini Tapes
1. Raoul Casadei – La terra dei cachi (feat. Elio e le Storie Tese) – 3:58 (Civaschi, Fasani, Conforti, Belisari)
2. Elio e le Storie Tese – Gli occhiali dell'amore (live) – 2:36 (Conforti — Belisari)
3. Raoul Casadei – Mambo Italiano – 3:33 (Merrill, Casadei, Tasinato)

### La terra dei cachi (Prezioso remix)

#### Lato A
1. La terra dei cachi (Prezioso Remix) – 4:05

#### Lato B
1. La terra dei cachi (The Rimini Tapes) – 3:55

### La terra dei cachi/Non è amore

#### Lato A
1. Elio e le Storie Tese – La terra dei cachi – 4:30 (Civaschi, Fasani, Conforti, Belisari)

#### Lato B
1. Mara – Non è amore – 4:13 (Poggioni, Francis)

## Formazione
- Elio - voce
- Rocco Tanica - tastiera
- Cesareo - chitarra elettrica
- Faso - basso
- Christian Meyer - batteria
- Feiez - chitarra acustica

## Classifica

### Classifiche settimanali
| Classifica (1996) | Posizione |
| ----------------- | --------- |
| Italia            | 1         |

### Classifiche di fine anno
| Classifica (1996) | Posizione |
| ----------------- | --------- |
| Italia            | 26        |